# Palena de Maui
Le roi Palena de Maui (hawaïen: Palena o Maui) était roi de Maui (île hawaïenne),. Son titre était Aliʻi Nui o Maui. 
Il est mentionné dans les légendes.

## La famille
Son père était le roi Haho de Maui (un fils de Paumakua).
La mère de Palena était la reine Kauilaʻanapa (ou Kauilaianapu).
Le roi Palena marié sa demi-sœur, la princesse Hiʻilani-Hiʻileialialia. Son père a été appelé Limaloa-Lialea.
Le fils de Palena était le roi Hanalaʻa de Maui.